# Patrik Gerrbrand
Patrik Gerrbrand (1981. április 27. –) svéd labdarúgó, jelenleg a Fredrikstad FK csapatában játszik. 2006-ban csatlakozott jelenlegi klubjához, előtte a Leicester City FC csapatában futballozott. Játéklehetőség hiányában inkább eligazolt. A   svéd Hammarby csapatánál játszott 5 évig, 2001-ben bajnok is lett a svéd klubbal. 21 évesen igazolt az angol másodosztályba, majd  egy év múlva leigazolta őt a norvég klub.